# Powers That Prey
Powers That Prey er en amerikansk stumfilm fra 1918 af Henry King.

## Medvirkende
- Mary Miles Minter - Sylvia Grant
- Allan Forrest - Frank Summers
- Harvey Clark - Burton Grant
- Clarence Burton - Jarvis McVey
- Lucille Ward - Brackett